# Zilveren Harp
Zilveren Harp (deutsch Silberne Harfe) war ein niederländischer Musikpreis, der jährlich für 1969–2011 an vielversprechende musikalische Talente rückwirkend verliehen wurde.
Der Preis war sehr prestigeträchtig und die Gewinner wurden jedes Jahr von einer anderen Jury ausgewählt. Die Zilveren Harp wurde von der Stiftung Buma Cultuur verliehen, die sich zum Ziel gesetzt hat, die niederländische Musik (Nederpop) zu fördern.
Buma Cultuur vergibt weiterhin seit 1962 auch den die Gouden Harp (deutsch Goldene Harfe), ab 2006 Gouden Harp Award, der an einen Künstler für sein gesamtes Œuvre verliehen wird, und den Buma Exportprijs
(deutsch Buma Export Preis) für Künstler, die im Ausland erfolgreich sind. Die Gewinner wurden am Ende eines Jahres bekannt gegeben, die Preisverleihungen fanden später in der Regel im Frühjahr des nächsten Jahres statt.

## Preisträger

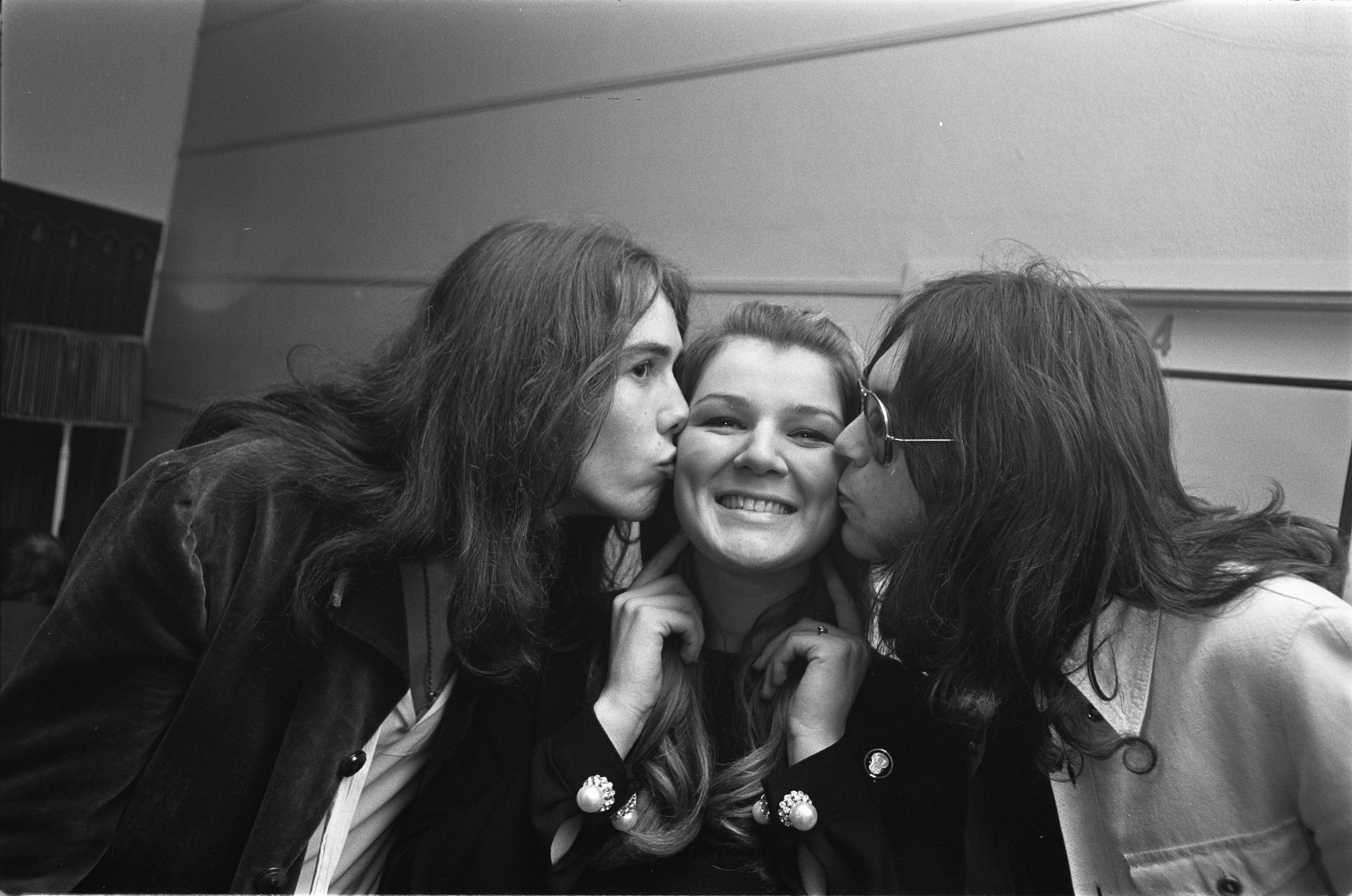
Preisverleihung 10. November 1969 in Amsterdam: v. l. n. r. George Kooymans, Lenny Kuhr, Marinus Gerritsen

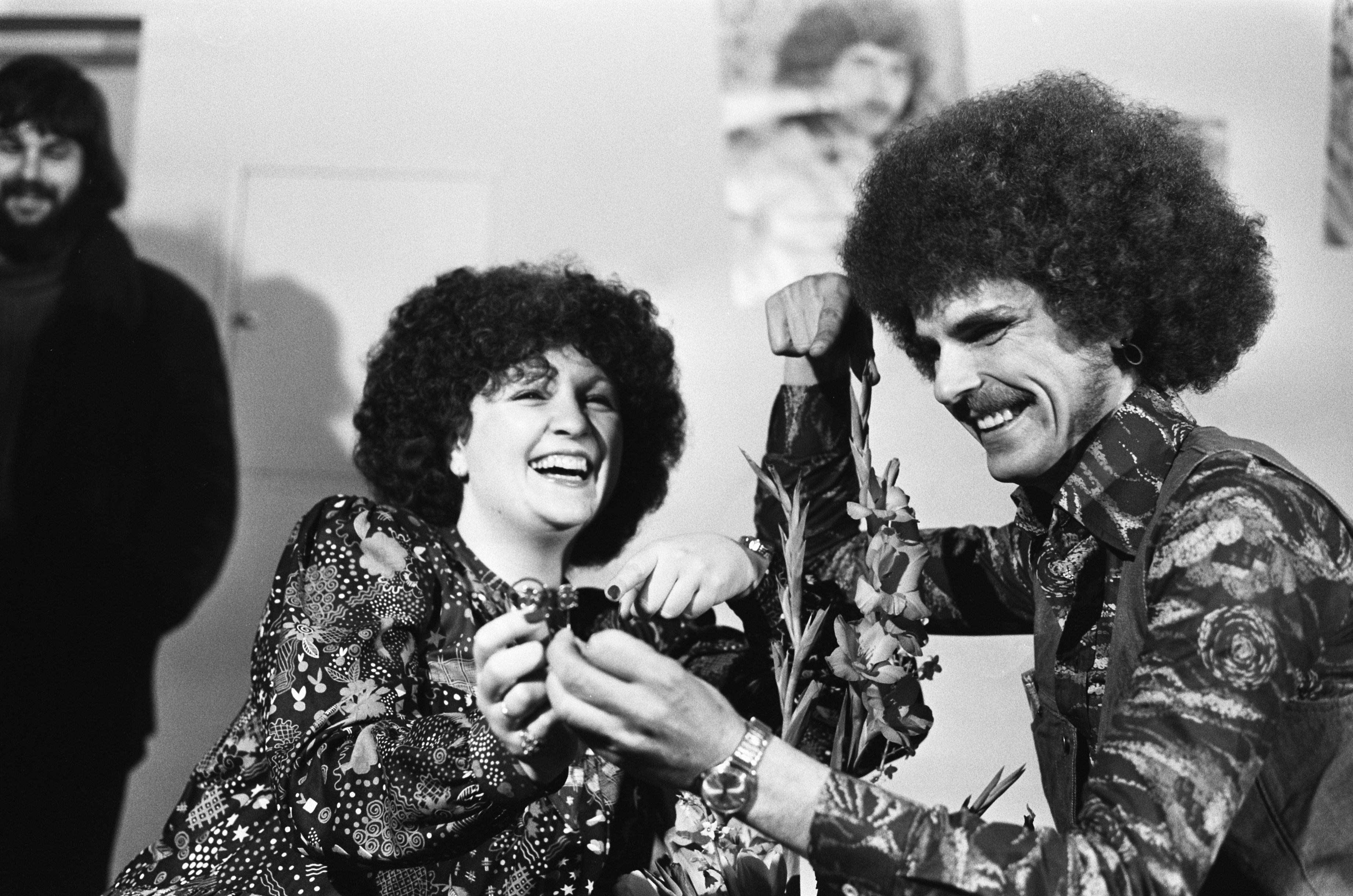
Preisverleihung 17. März 1975 in Gooiland, Hilversum: v. l. n. r. Marjol Flore, Robert Long

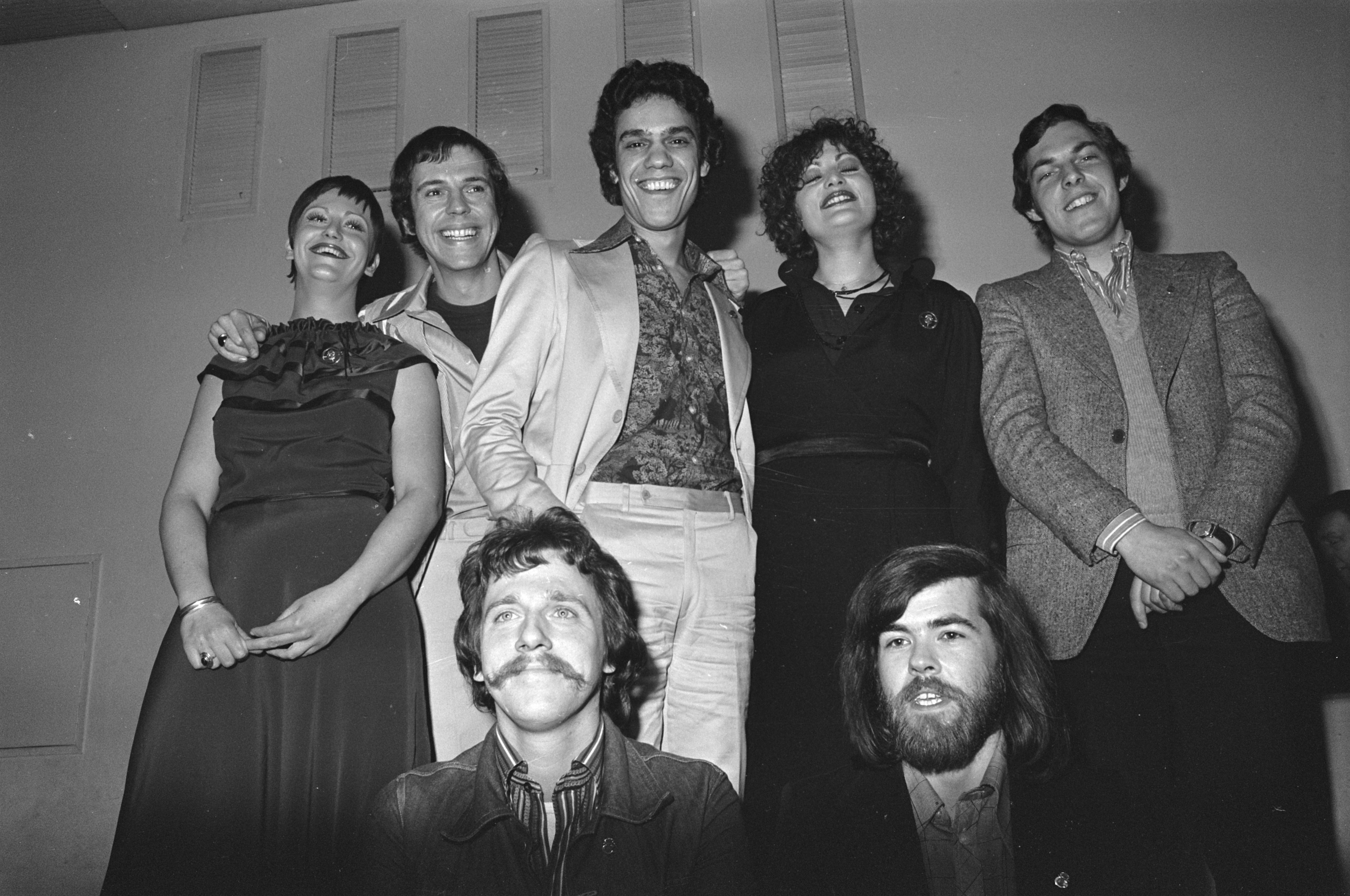
Preisverleihung 15. März 1976 in Gooiland, Hilversum: v. l. n. r. Vorne: Alexander Curly, Peter Schaap; Hinten: Tekstpierement: Guuske Kotte, Jos Brink, Frank Sanders, Sytha Bolt und Pianist Henk Bokkinga

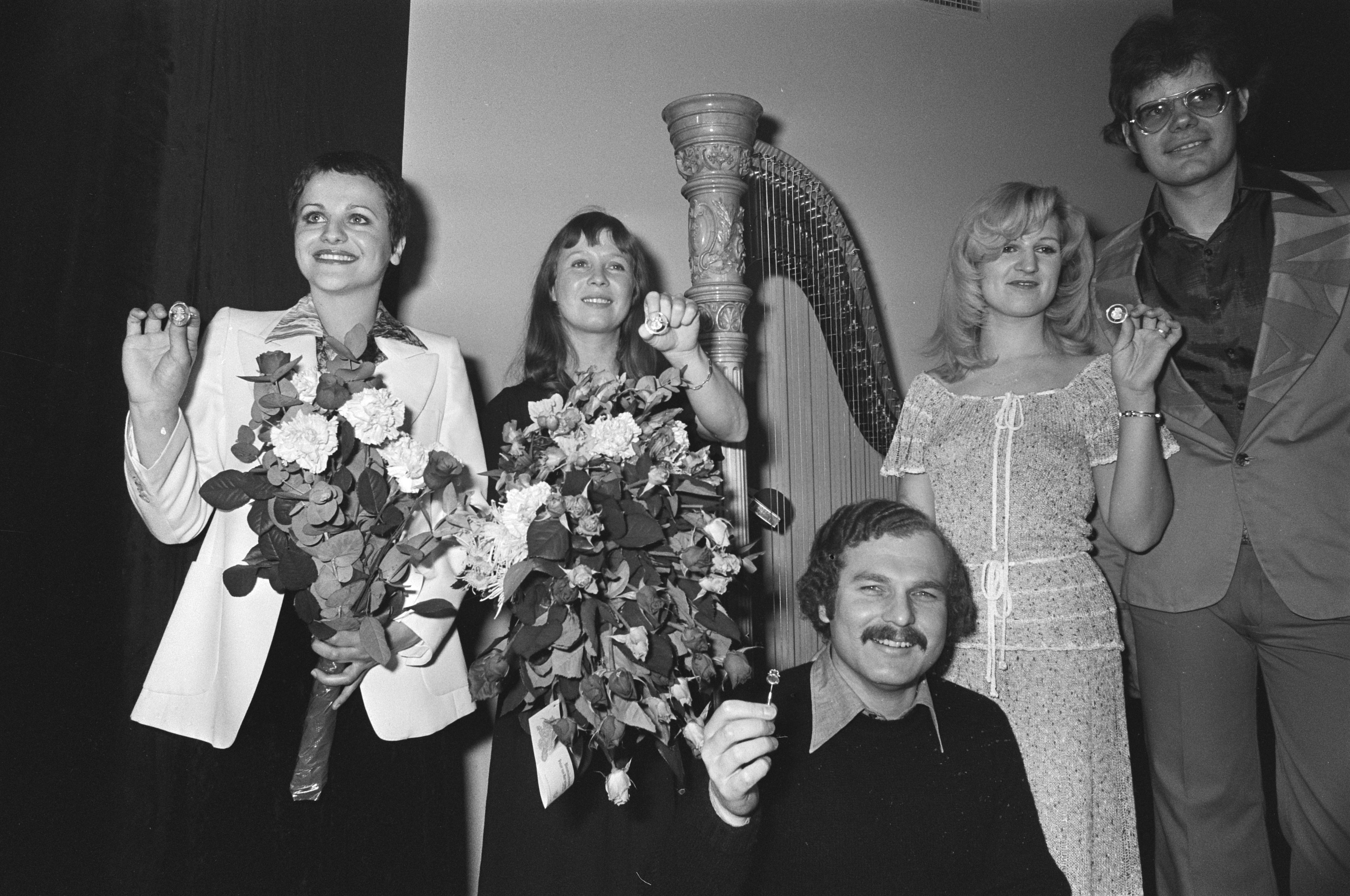
Preisverleihung 19. März 1977 in Hilversum: Nelleke Burg, Wieteke van Dort, Ad Kraamer und Anita Meyer

| Jahr | Gewinner                                                                         |
| ---- | -------------------------------------------------------------------------------- |
| 1969 | Lenny Kuhr, Marinus Gerritsen, George Kooymans, Herman van Veen                  |
| 1970 | Saskia & Serge, Hans Bouwens & Jan Visser (beide George Baker Selection)         |
| 1971 | Loeki Knol, Frits Lambrechts, Thijs van Leer                                     |
| 1972 | Keine Preisverleihung                                                            |
| 1973 | Earth & Fire, Greenfield & Cook, Euson                                           |
| 1974 | Don Quishocking, Fon Klement, Wally Tax                                          |
| 1975 | Marjol Flore, Robert Long                                                        |
| 1976 | Alexander Curly, Peter Schaap, Tekstpierement                                    |
| 1977 | Nelleke Burg, Wieteke van Dort, Ad Kraamer, Anita Meyer                          |
| 1978 | Tol Hansse, Clous van Mechelen                                                   |
| 1979 | Herman Brood & His Wild Romance, Flairck, Massada                                |
| 1980 | Sietse Dolstra, Margriet Markerink, New Adventures, Ad Visser                    |
| 1981 | André Hazes, Maywood, NAR, Spargo                                                |
| 1982 | Doe Maar, Fay Lovsky, Daniël Sahuleka                                            |
| 1983 | Het Goede Doel, Cherry, Toontje Lager                                            |
| 1984 | Frank Boeijen Groep, Noodweer, Roberto Jacketti & The Scooters, Pluche & Plastic |
| 1985 | Gerard Joling, Julya Lo'ko, Mai Tai, Frisse Jongens                              |
| 1986 | Nadieh                                                                           |
| 1987 | De Dijk, Frizzle Sizzle, Richenel                                                |
| 1988 | De Meisjes, The Fatal Flowers, René Froger                                       |
| 1989 | Loïs Lane, Ruth Jacott, Tambourine                                               |
| 1990 | Stef Bos, Tröckener Kecks, Carmen Sars                                           |
| 1991 | Gordon, Esther Tuely, Robby Valentine                                            |
| 1992 | Ryan van den Akker, Ernst-Daniël Smid, Rowwen Hèze                               |
| 1993 | De Jazzpolitie, Valensia                                                         |
| 1994 | Doop, Intermezzo, Van Dik Hout                                                   |
| 1995 | Frans Bauer, DJ Paul Elstak, Vitalis                                             |
| 1996 | Eboman, Skik, Total Touch                                                        |
| 1997 | Acda en De Munnik, Caesar, Trijntje Oosterhuis, Junkie XL                        |
| 1998 | Bløf, Postmen, Maarten van Roozendaal                                            |
| 1999 | Ferry Corsten, André Manuel, Krang, Dyzack                                       |
| 2000 | Krezip, Niet Uit Het Raam (NUHR)                                                 |
| 2001 | Brainpower, DJ Tiësto, De Kift, Green Lizard                                     |
| 2002 | Within Temptation, Beef, Relax                                                   |
| 2003 | Spinvis, Peter Pan Speedrock, Tasha's World                                      |
| 2004 | Ali B, Kasper van Kooten, Alain Clark, The Sheer                                 |
| 2005 | Stevie Ann, Thomas Berge, Pete Philly & Perquisite                               |
| 2006 | a balladeer, Nick & Simon, Opgezwolle                                            |
| 2007 | 3JS, The Opposites, Wouter Hamel                                                 |
| 2008 | Ziggi, Typhoon, Room Eleven                                                      |
| 2009 | Bertolf Lentink, Giovanca, Colin Benders (Kyteman)                               |
| 2010 | Caro Emerald, Frans Duijts, Sander van Doorn                                     |
| 2011 | Laura Jansen, Django Wagner, Afrojack                                            |